# Filmfestivalen i Cannes 1969
Den 22:a upplagan av filmfestivalen i Cannes, Frankrike, hölls från 8 till 23 maj 1969. Efter att 1968 års festival ställts in i samband med majrevolten 1968, introducerades detta år en ny, fristående sektion, Directors' Fortnight (franska: Quinzaine des Réalisateurs) för visning av kortfilmer spelfilmer och dokumentärer får hela världen.
Årets guldpalm tilldelades den brittiska dramafilmen If... i regi av Lindsay Anderson. Öppningsfilm var musikalkomedin Sweet Charity i regi av Bob Fosse.

## Jury
Nedanstående personer utgjorde jury för spelfilmssektionen.
- Luchino Visconti, ordförande (Italien)
- Tjingiz Ajtmatov (Sovjetunionen)
- Marie Bell (Frankrike)
- Jaroslav  Boček (Tjeckoslovakien)
- Veljko Bulajić (Jugoslavien)
- Stanley Donen (USA)
- Jerzy Glucksman, student (Sverige)
- Robert Kanters (Frankrike)
- Sam Spiegel (USA

## Tävlande filmer (i urval)

### Spelfilmer nominerade till Guldpalmen
- Calcutta av Luis Malle (Frankrike)
- En man, en kvinna, en misstanke (The Appointment) av Sidney Lumet (USA)
- Easy Rider av Dennis Hopper (USA)
- Flashback av Raffaele Andreassi (Italien)
- Hunting Flies av Andrzej Wajda (Polen)
- If... av Lindsay Anderson (Storbritannien)
- Isadora av Karel Reisz (Storbritannien)
- Michael Kolhaas – der Rebell (Man on Horseback) av Volker Schlöndorff (Västtyskland)
- Min natt med Maud av Éric Rohmer (Frankrike)
- Miss Brodies bästa år av Ronald Neame (Storbritannien)
- Z av Costa-Gavras (Grekland)
- Ådalen 31 av Bo Widerberg (Sverige)

### Utom tävlan
- Den yttersta domen av Andrej Tarkovski (Sovjetunionen)
- Sweet Charity av Bob Fosse (USA)
- Dödens docka (That Cold Day in the Park) av Robert Altman (USA)

### Kritikerveckan
- Charles mort ou vif (Charles – dead or Alive) av Alain Tanner (Schweiz)
- More av Barbet Schroeder (Storbritannien)
- Smältugnarnas timme av Fernando Solanas och Octavio Getino (Argentina)

## Officiella priser
- Guldpalmen – If... av Lindsay Anderson
- Juryns stora pris – Ådalen 31 av Bo Widerberg
- Bästa regi – Glauber Rocha för Antonio-das-Mortes – de dödas vän och Vojtěch Jasný för Všichni dobří rodáci (All my compatriots)
- Bästa kvinnliga skådespelare – Vanessa Redgrave i Isadora
- Bästa manliga skådespelare – Jean-Louis Trintignant i Z
- Juryns pris –  Z av Costa-Gavras
- Guldpalmen för bästa kortfilm – Cîntecele Renasterii av Mirel Ilieșiu